# Déclic Images
Déclic Images est une entreprise de traduction-vente d'anime dans les pays francophones, créée en 1999 et disparue en 2012.

## Histoire
Le label Déclic Images est fondé par les dirigeants du distributeur Manga Distribution et Cédric Littardi, alors ancien dirigeant de Kazé, dans le but de créer un nouvel éditeur capable de sortir suffisamment de séries après le fort recul de l'activité des éditeurs d'animés (AK Vidéo, Dybex et Kazé). Dès 2002, près de la moitié des nouveaux titres d'animation japonaise publiés en France le sont chez cet éditeur. Souvent, les séries en question sont relativement riches en épisodes et le rythme de sortie rapide.
Le but de la société est principalement de proposer des séries accessibles à tous, populaires, contenant au moins 26 épisodes. Afin de s'assurer des ventes confortables, Déclic Images prend le parti de mélanger titres récents (Love Hina, Fruits Basket, X de CLAMP...) à des grands classiques du dessin animé comme Heidi ou Les Maîtres de l'univers concurrençant l’éditeur IDP sur son propre terrain.
À partir de 2002, une véritable guerre d'achats commence, en concurrence frontale avec Kazé animation et Dybex (alors nommé Dynamic Visions), les deux autres éditeurs de japanimation concurrents, dont les produits sont pourtant distribués par la société des dirigeants de Déclic Images, Manga Distribution. Afin d'être sûrs d'alimenter la société, les dirigeants de Déclic Images décident de jouer la surenchère en proposant aux ayants droit japonais des prix jamais vus jusque-là pour le seul marché francophone. Les autres éditeurs doivent soit suivre, soit se rabattre sur des titres moins prestigieux ou compter sur la chance pour trouver la perle rare.
En plein boom de la japanimation en DVD, le chiffre d'affaires de Déclic Images explose pour atteindre 5,24 millions d'euros en 2005. La société propose ses produits en grandes surfaces, sur Internet, en magasins spécialisés et se lance en 2004 dans une grande campagne kiosque, allant jusqu'à s'offrir des spots télévisés sur TF1 à 20H30. Malgré toutes ces campagnes, Déclic Images souhaite frapper un grand coup car, si les ventes suivent, le faible bénéfice par produit et la gestion hasardeuse des supermarchés par Manga Distribution, ainsi que la très forte concurrence pour un petit marché avec l'arrivée de nombreux autres éditeurs comme Beez (qui distribue les séries Gundam), Anima, Mabell (Prince of Tennis, Hokuto no Ken) et autres, font craindre pour les années à venir.
Après une forte ascension de 2002 à 2005 avec une dizaine de titres nouveaux tous les ans, la société sort la série Goldorak en DVD en août 2005. Il s'est avéré par la suite que la société n'était pas détentrice des droits. Après un long imbroglio judiciaire, la société est condamnée à verser 7,2 millions d'euros à la suite de la décision de la Cour de cassation.
Le 24 juin 2009, la Cour d'appel de renvoi confirme la condamnation de première instance, avec toutefois des dommages-intérêts fixés à 4,8 millions d'euros (dont 2,4 millions d’euros à titre privilégié et 2,4 millions d’euros à titre chirographaire). L'arrêt rendu par la Cour d'appel de renvoi est revêtu de l'autorité définitive de chose jugée, puisque Manga Distribution et Déclic Images n'ont pas formé de pourvoi en cassation.
Toutefois, les deux sociétés condamnées, à titre définitif, pour contrefaçon de droits d'auteur et de marque, ont déposé une requête en interprétation sur la disposition de l'arrêt rendu par la Cour d'appel de renvoi relative aux dommages-intérêts, s'agissant d'une condamnation in solidum se fondant sur le montant évalué d'après le jugement de première instance. La décision est rendue finalement le 27 janvier 2010 et confirme le montant du 24 juin 2009 (fixant 2,4 millions d'euros à titre privilégié au passif du redressement judiciaire de Déclic Images et 2,4 millions à titre chirographaire au passif du redressement judiciaire de Manga Distribution).
Cependant, il reste l’affaire pénale sur le coffret 3, ainsi que celle de l'édition remasterisée de Capitaine Flam, parue en mars 2006 sans que Déclic Images ne dispose d'un contrat de licence digne de ce nom, puisque reposait sur des réserves du distributeur Rouge Citron, quant à l'effectivité des droits pouvant être concédés. Le producteur japonais a donc déposé une plainte contre X avec constitution initiale de partie civile.
La société a subi de nombreuses restructurations, un redressement judiciaire et semble dans l'impossibilité d'obtenir des contrats de licence sur de nouvelles séries, ayant perdu la confiance des distributeurs et producteurs japonais.
Après 15 ans d'existence, le site internet manga-distribution annonce l'arrêt de son activité due à des difficultés économiques. L'éditeur Déclic Images connait le même sort et est à son tour placé en liquidation judiciaire le 18 août 2012.

## Titres diffusés
- Abenobashi Magical Shopping Street
- Astro, le petit robot
- L'Autre Monde
- Basilisk
- La Bataille des planètes
- Bécébégé
- Belle et Sébastien
- Black Lagoon
- Bleu indigo
- Blue Gender
- Blue Seed
- Bouba
- Chrno Crusade
- Cobra
- Cosmocats
- Creamy, merveilleuse Creamy
- Cynthia ou le Rythme de la vie
- Donjons et Dragons
- Démétan, la petite grenouille
- DT Eightron (en)
- Emi magique
- Les Entrechats
- Fruits Basket
- Full Metal Panic!
- Gad Guard (en)
- Gadget et les Gadgetinis
- Glass no Kamen
- Grappler Baki
- Gravion (en)
- Gunparade March (en)
- Heat Guy J
- Heidi
- Hikaru no go
- Infinite Ryvius
- Irresponsable capitaine Tylor
- JoJo's Bizarre Adventure
- Judo Boy
- Kaleido Star
- Lamu
- Last Exile
- Les Minipouss
- Lost Universe
- Louie the Rune Soldier
- Love Hina
- Macross
- MASK
- Max et Compagnie
- Les Mondes engloutis
- Monster Rancher
- Les Motards de l'espace (Biker Mice from Mars)
- Muryoh
- Nell
- Nightwalker
- Les Nouveaux Voyages de Gulliver
- L'Oiseau bleu
- Peacemaker Kurogane
- Peter Pan
- Pole Position
- Les Popples
- Le Prince et la Sirène
- Princesse Nine
- Princesse Tutu
- Ranma ½
- Read or Die TV
- Saiyuki
- Sakura Wars
- Shaman King
- She-Ra, la princesse du pouvoir
- Silent Möbius
- SilverHawks
- Slayers
- Sonic X
- Speed Grapher
- Susy aux fleurs magiques
- Tchaou et Grodo
- Tom Sawyer
- Théo ou la Batte de la victoire
- Transformers
- Trinity Blood
- X